# 埼玉県立特別支援学校さいたま桜高等学園
埼玉県立特別支援学校さいたま桜高等学園（さいたまけんりつとくべつしえんがっこう さいたまさくらこうとうがくえん）は、埼玉県さいたま市桜区大字上大久保にある県立特別支援学校。

## 概要
埼玉県初の特別支援学校高等部単独校として、埼玉県立特別支援学校羽生ふじ高等学園（県立高等技術専門学校を全面改修）と同時に2007年に開校した。埼玉県立大学に統合され廃校となった埼玉県立衛生短期大学の校舎を全面改修し、新たに実習棟や生活ホーム棟、温室を建設している。知的障害のある生徒の職業的自立を図ることだけでなく、知的障害養護学校の教室不足を解消するために、高等養護学校を設置すべきであると提言が出されたことに基づき開校した。埼玉県浦和大久保合同庁舎を挟み北には埼玉県立常盤高等学校が隣接している。

## 沿革
- 2007年（平成19年）4月1日 - 旧埼玉県立衛生短期大学の校舎を全面改修し開校。

## 学部
職業科80人が在籍し、100％就労を目標に掲げ、職業科においては、「生産技術科」「家政技術科」「工業技術科」「環境・サービス科」を設置している。

## 部活動
- 陸上競技部
- サッカー部
- バスケットボール部
- ウォーキング部
- ダンス部
- バレーボール部
- 美術部
- 家庭科部
- 音楽部
- 鉄道部